# Guido Van Meel
Guido Van Meel (ur. 5 marca 1952 w Kalmthout) – belgijski kolarz torowy i przełajowy, srebrny medalista torowych mistrzostw świata.

## Kariera
Największy sukces w karierze Guido Van Meel osiągnął w 1979 roku, kiedy zdobył srebrny medal w wyścigu ze startu zatrzymanego amatorów podczas mistrzostw świata w Amsterdamie. W zawodach tych wyprzedził go jedynie Holender Mattheus Pronk, a trzecie miejsce zajął inny reprezentant Holandii Gaby Minneboo. Van Meel startował także w wyścigach przełajowych, zdobywając w latach 1974 i 1975 brązowe medale mistrzostw kraju. Ponadto wielokrotnie zdobywał medale torowych mistrzostw Belgii, jednak nigdy nie wystąpił na igrzyskach olimpijskich.